# Rudolf Rauh
Rudolf Rauh (* 17. Januar 1908 in Kehlbach; † 27. Mai 1973 in Leutkirch) war ein deutscher Historiker und Archivar.

## Leben
Als Archivrat war Rudolf Rauh in mehreren Adelsarchiven tätig, so 1938 im Fürstlichen Gesamtarchiv Schloss Zeil und 1948 im Fürstlichen Gesamtarchiv Wolfsegg in Württemberg. 1955 wechselte er als Archivdirektor in das Gräfliche Archiv Hohenems nach Österreich.
Zusammen mit Otto Feger und Franz Herberhold begründete er 1946 die Südwestdeutschen Archivtage. 1952 war er Gründungsmitglied des Städtischen Instituts für Landschaftskunde des Bodenseegebietes, aus dem der Konstanzer Arbeitskreis für mittelalterliche Geschichte hervorging. Er war Mitglied der Historischen Kommission Württembergs und Leiter des Instituts für Oberschwäbische Landeskunde. Ab 1927 war er Mitglied der katholischen Studentenverbindung KDStV Tuiskonia München. 
Zuletzt lebte er in Leutkirch im Allgäu, wo er 1973 starb.

## Schriften (Auswahl)
- Paläographie der main-fränkischen Monumentalinschriften. Einleitung und Entwicklungsgeschichte. München 1935.
- Archiv Kißlegg und Archiv Ratzenried. Systematische Übersicht über die Bestände des Fürstl. von Waldburg-Zeil’schen Gesamtarchivs in Schloß Zeil vor 1806 (1850). Kohlhammer, Stuttgart 1953.
- Die Zinsrodel der Herrschaft Trauchburg von 1509 und 1518. Das Urbar der Herrschaft Trauchburg von 1551. Verlag des Heimatpflegers von Schwaben, Kempten 1955.
- Reichserbtruchseß Wilhelm d. Ä. von Waldburg. In: Schwäbische Heimat. Bd. 9, 1958, ISSN 0342-7595, S. 223–229.
- Inventar des Archivs Trauchburg im Fürstlich von Waldburg-Zeil’schen Gesamtarchiv in Schloss Zeil vor 1806 (1850). Braun, Karlsruhe 1968.
- Das Hausrecht der Reichserbtruchsessen Fürsten von Waldburg. 2 Bände. Allgäuer Zeitungsverlag, Kempten 1971–1972.